# هامل ۱۶۳۹۸
سیارک ۱۶۳۹۸ (به انگلیسی: 16398 Hummel، نامگذاری:1982SN3) شانزده هزار و سیصد و نود و هشتمین سیارک کشف شده‌است که در ۲۴ سپتامبر ۱۹۸۲ کشف شد.
قدر مطلق سیارک برابر ۱۴٫۷۰ است.